# Euselasia gelanor
Euselasia gelanor är en fjärilsart som beskrevs av Stoll 1780. Euselasia gelanor ingår i släktet Euselasia och familjen Riodinidae. Inga underarter finns listade i Catalogue of Life.

## Bildgalleri

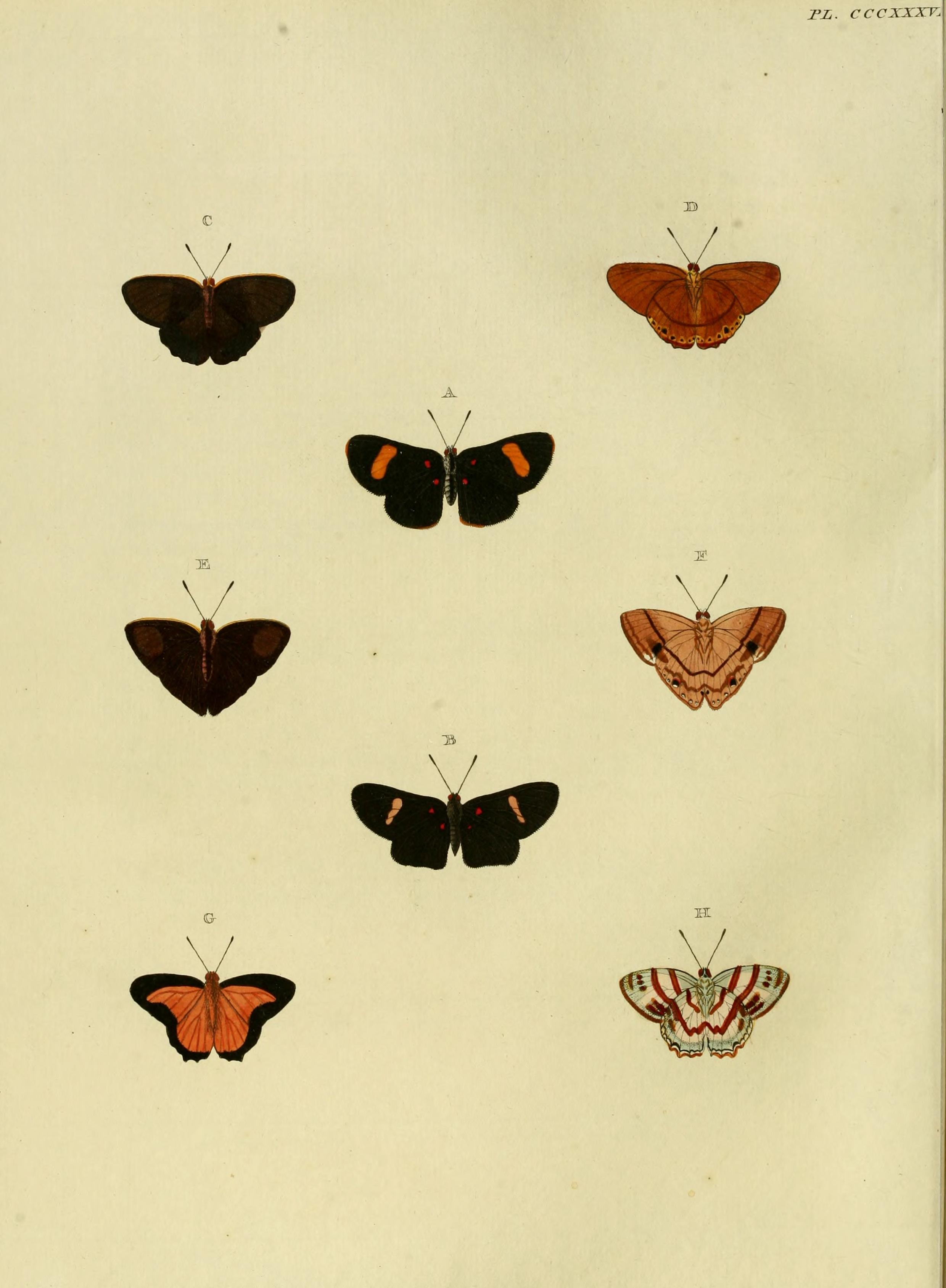
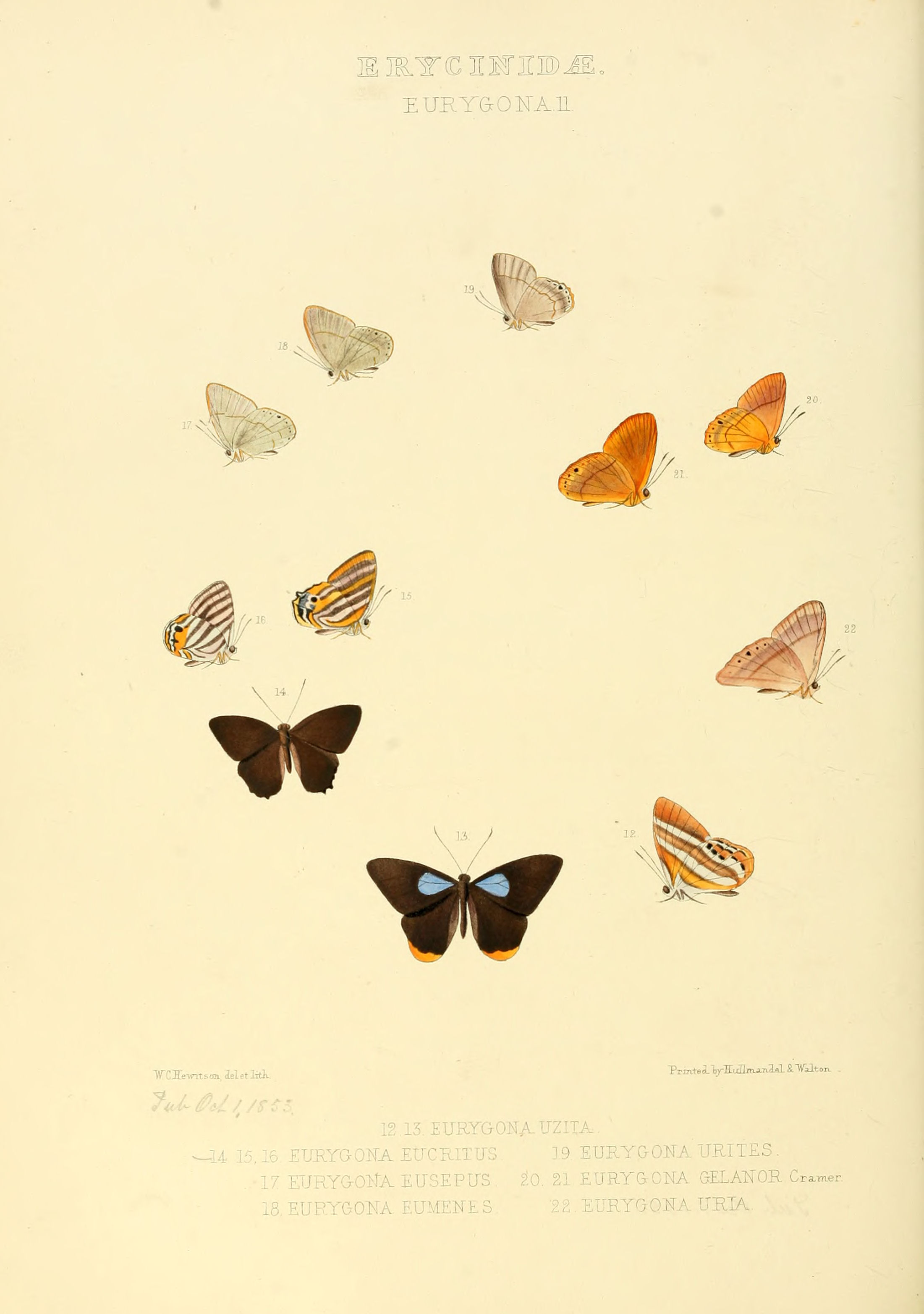